# 乌碣岩之战
乌碣岩之战，朝鲜史称门岩之败或文岩大败，爆发于1607年农历正月末至二月初。因原属乌拉的东海女真蜚优（位于今吉林省珲春市三家子满族乡古城村）城主策穆特黑决定投靠建州，建州统治者努尔哈赤命其弟舒尔哈齐等派兵迎接，在图们江畔朝鲜钟城附近的乌碣岩（位于今朝鲜人民民主主义共和国咸镜北道一带）与前来截击的乌拉军队遭遇。交战中，乌拉主帅博克多阵亡，乌拉大败，其势力至此退出图们江流域。

## 背景
东海女真各部自1600年以后从属于乌拉，其珍珠、紫貂等成为乌拉重要经济来源的一部分，与明朝的贸易也一度被乌拉垄断；同时，建州也寻求在其中分得利益，故也不断与东海女真各部进行接触。1607年正月，从属于乌拉的瓦尔喀部蜚优城主策穆特黑不堪布占泰压迫，希望率众投靠建州。不同观点则认为，策穆特黑因距离路途遥远难以交易其大量珍珠、紫貂等存货，而努尔哈赤主动联络策穆特黑并决定全部以高价收购，此举最终诱使其举族来投。尽管建州自护送布占泰回乌拉继贝勒位后，二者屡次和亲并结为同盟，有互相不纳降人的约定，但努尔哈赤依然派遣其三弟舒尔哈齐、长子褚英、次子代善、大将费英东、扈尔汉、扬古利率三千人马前去迎接。

## 经过
听闻蜚优城改投建州后，布占泰不愿与其岳父努尔哈赤对阵，于是派其叔博克多、从兄常柱、从弟胡里布统兵一万前去截击，令生擒策穆特黑回来审问。舒尔哈齐认为师出无名，本不欲发兵，行军途中有一白光在军旗上一闪而过，舒尔哈齐认为是凶兆，故有意班师，但遭到褚英和代善的反对。月末，建州军队抵达蜚优城，迁走城内全部百姓后，将该城和附近存在全部焚毁后返程。二月初，建州军队行进至图们江畔朝鲜边境钟城附近的乌碣岩时与前来截击的乌拉军队相遇。当时大雪纷飞，舒尔哈齐与部将常书、纳齐布止步于山上，按兵观望。扈尔汉、扬古利分兵保护蜚优城降人后，率二百兵与乌拉军先锋展开激战，紧接着褚英、代善各率兵五百从两翼夹击。混战中，代善阵斩博克多，意外失去主帅的乌拉军因此大乱，尽弃器械马匹，慌忙奔逃，建州军斩杀乌拉军三千余众，常柱父子、胡里布被俘。建州军战后打扫战场得马匹五千余、甲三千余。

## 影响
战后，乌拉失去了对图们江流域的控制权，尽管大部分东海女真部族仍从属于乌拉，但因建州打通了前往东海女真各部的要道，此后窝集、库尔喀等部在努尔哈赤一系列的征抚后逐渐被建州掌控，并为其输送了兵源。此战舒尔哈齐的观望不动也成为兄弟二人此后决裂的导火索之一。